# Socotra
Socotra (Arabă: سُقُطْرَى Suquṭra), uneori transliterat și: Soqotra, este un arhipelag format din 4 insule în Oceanul Indian. Cea mai mare insulă, numită Socotra, constituie aproape 95% din suprafața solului din arhipelag. Se află undeva la 240km de Coasta Africii și 380km sud de Peninsula Arabică. Insula este izolată, iar prin procesele de speciație, o treime din lumea vegetală a sa este unică acestei zone. Din cauza lumii sale vegetale unice, este descrisă uneori, în glumă, ca „Insula Extraterestră”. Insula măsoară 132 de kilometri în lungime și 49,7 kilometri în lățime.
Socotra face parte din Republica Yemen. A făcut parte pentru mult timp din Guvernoratul Adan, dar în 2004 a fost atașată Guvernoratului Hadhramaut, care se află mult mai aproape de insulă decât 'Adan (deși cel mai apropiat este Guvernoratul Al Mahrah).

## Istorie

Harta arhipelagului Socotra

În trecut aici au existat o categorie de triburi de hominizi, numiți oldovani. Unele instrumentele de piatră ale acestei culturi au fost găsite în apropriere de Hadibo de V.A. Zhukov, un membru a unei expediții rusești, ce a avut loc aici în 2008.
Insula Socotra apare sub numele de Dioskouridou (ce se traduce ca "a lui Dioscoride") în Periplul Mării Eritraiene, un îndrumar pentru navigație din secolul I î.Hr.. În notele traducerilor sale, Periplus, G.W.B. Huntingford a remarcat că denumirea Socotra nu este de origine greacă așa cum s-a crezut, ci este derivată din sanscrită dvipa sukhadhara ("Insula Fericirii"). O descoperire recentă a unor texte în mai multe limbi, ce include o tăbliță de lemn din Imperiul de la Palmira datând din secolul III î.Hr., indicând originea celor care au folosit insula ca o poartă a negoțului (comerțului).
O tradiție locală spune că apostolul Toma a convertit locuitorii acestei insule la creștinism în anul 52. În secolul X-lea, cartograful arab Abu Muhammad al-Hasan al-Hamdani susținea că pe vremea lui majoritatea locuitorilor erau Creștini. Socotra este deasmenea menționată în Călătoriile lui Marco Polo; Marco Polo nu a vizitat și insula, deși susținea că "băștinașii au fost botezați și convertiți la creștinism, și au și un arhiepiscop" care, după cum spune el, "nu are nimic de-a face cu Papa de la Roma, dar are legături cu alți preoți de la Bagdad". Ei au fost nestorieni dar practicau și ritualuri magice tradiționale în ciuda avertizărilor făcute de arhiepiscop.
În 1507, o flotă sub comanda lui Tristan da Cunha cu Afonso de Albuquerque au debarcat forțele ocupante și au ocupat astfel capitala Suq. Obiectivul lor principal a fost să construiască o barieră care să împiedice comerțul Mării Roșii cu Oceanul Indian, și să elibereze populația creștină de musulmani. Aici au început să construiască o cetate. Totuși, portughezii nu au stat aici prea mult, aflându-se aici 4 ani, timp în care populația băștinașă nu i-au plăcut prea mult, dar nici poziția strategică nu s-a dovedit atât de importantă precum credeau. The island was also come across by Somali sailors.
Insula a trecut sub controlul sultanatului Mahra în 1511. Mai târziu, în ianuarie 1876, insula a devenit o colonie engleză respectiv și  un protectorat simultan cu guvernarea locală a sultanatului Mahra. Pentru britanici s-a dovedit a fi o oază strategică. O corabie a unei companii orientale de transport cu aburi, denumită Aden s-a scufundat aici după ce a lovit o barieră de recif, în 1897, cu pierirea a 78 de oameni.
În octombrie 1967, sultanatul Mahra a fost desființat. Pe 30 octombrie, în același an, insula a devenit parte a Yemenului de Sud (fiind cunoscut mai târziu ca Yemen). Astăzi se află, la fel, în componența statului independent Yemen.
Pirații somalezi au început să folosească insula ca un loc de adăpost pentru corăbiile deturnate.

## Imagini

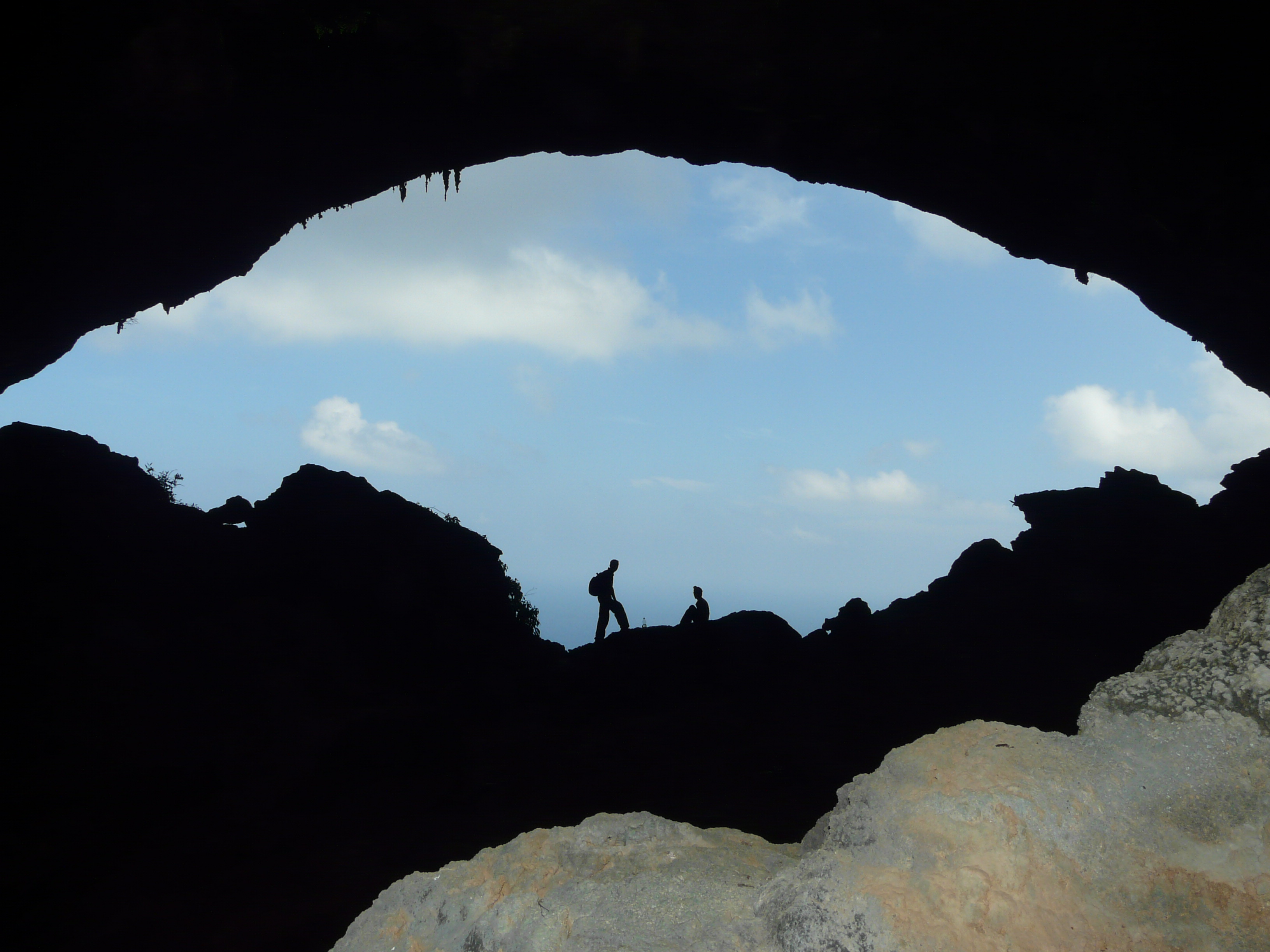
Peștera Halah
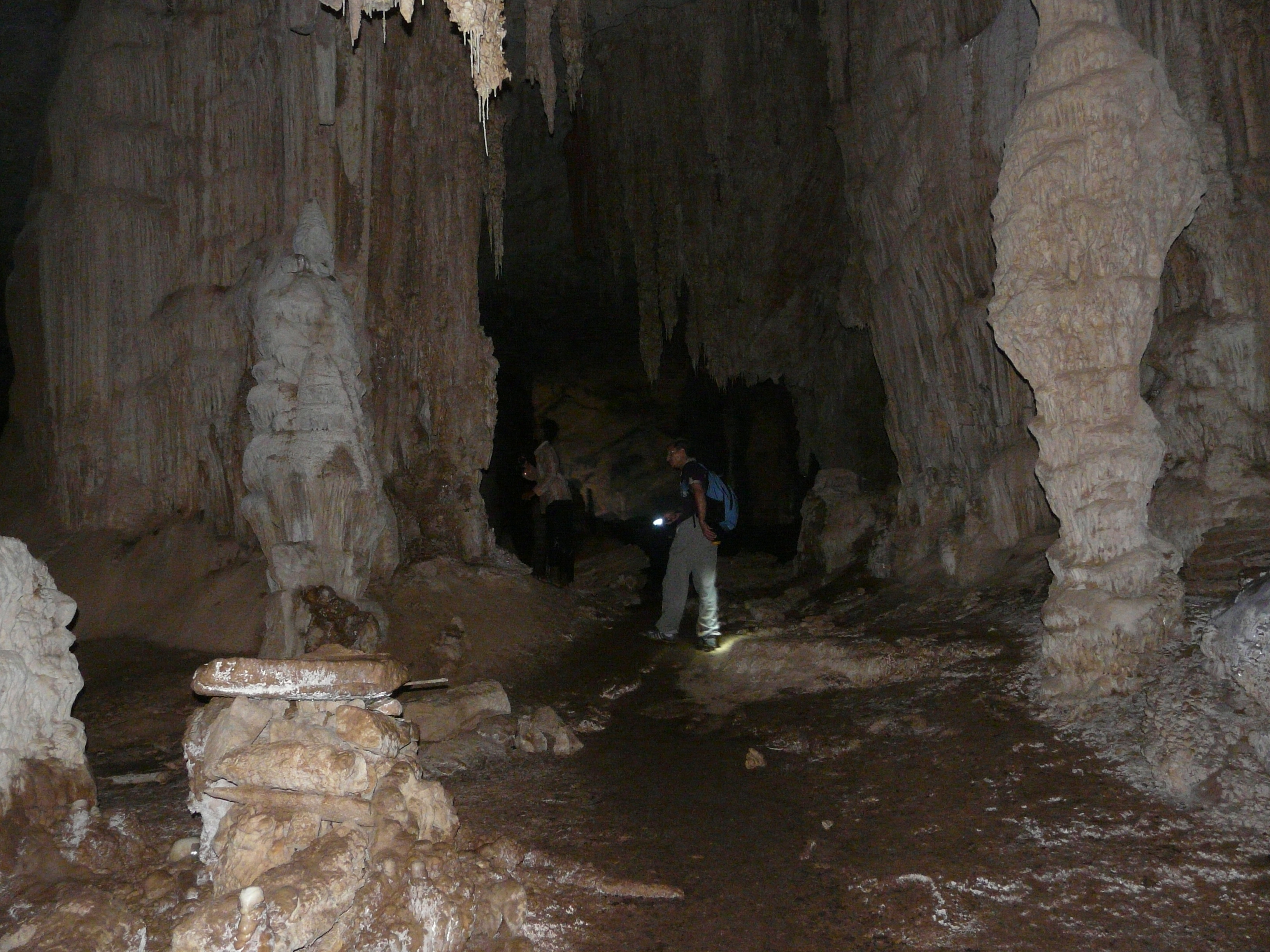
Peștera Halah
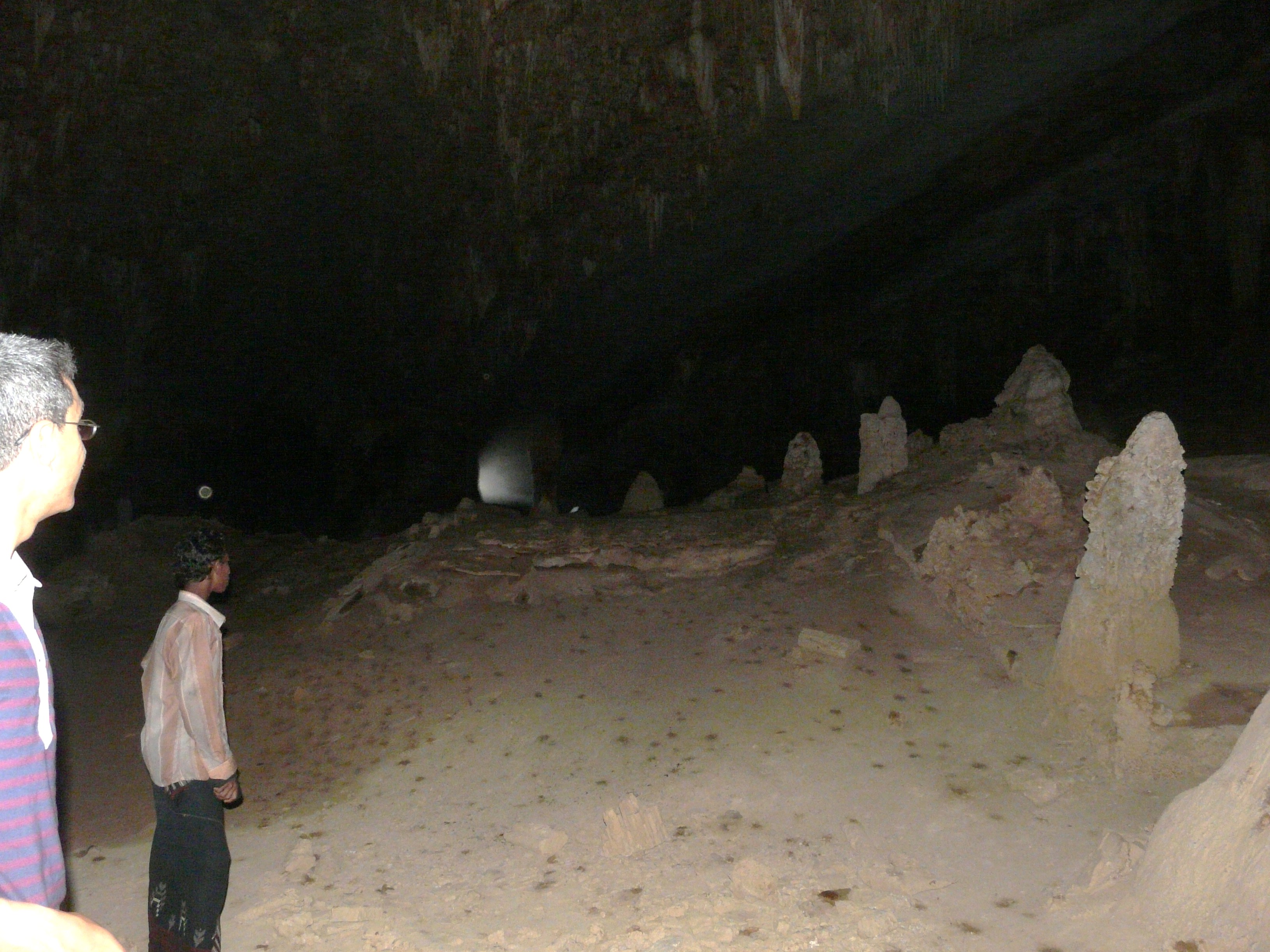
Peștera Halah
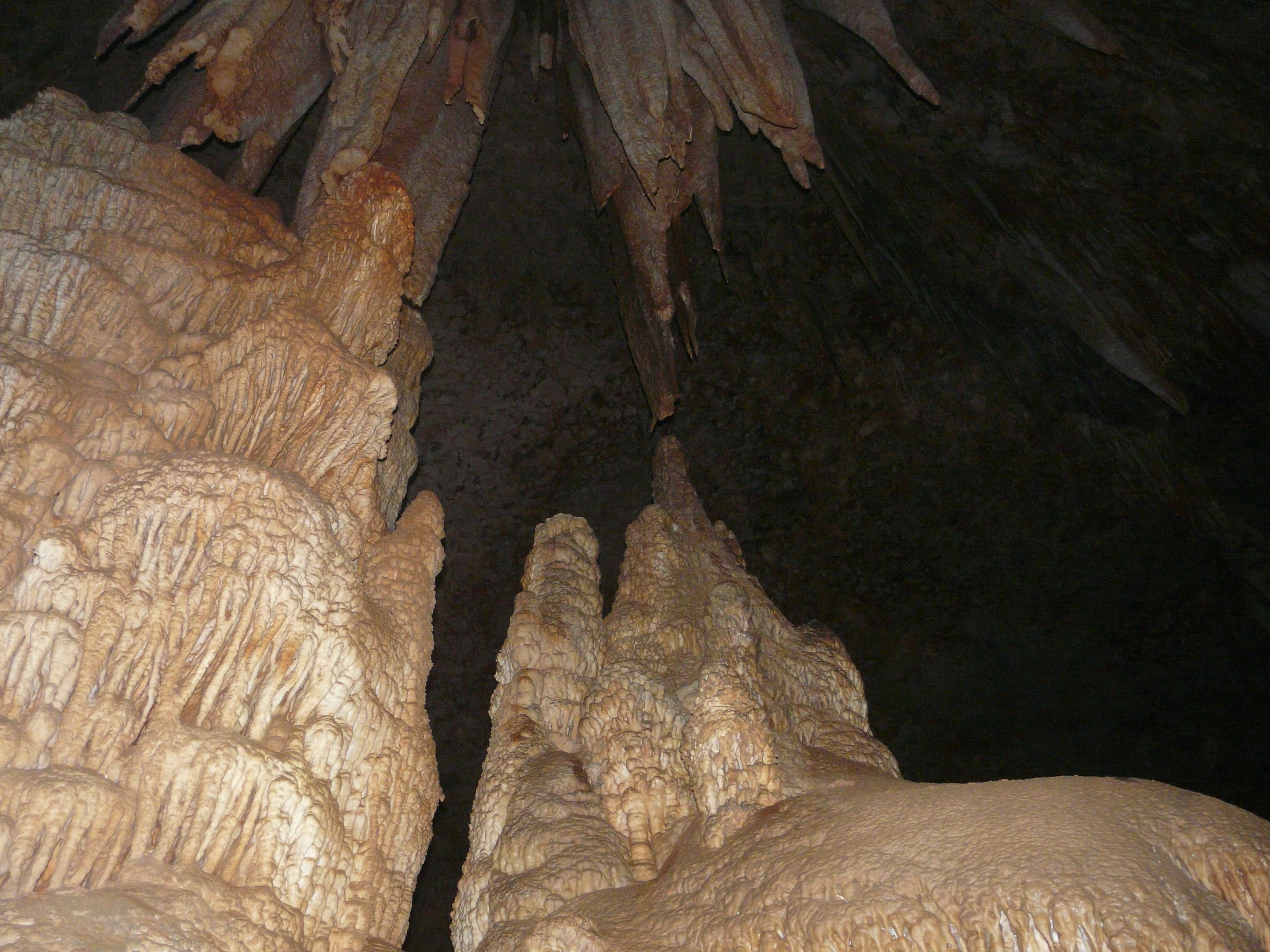
Peștera Halah
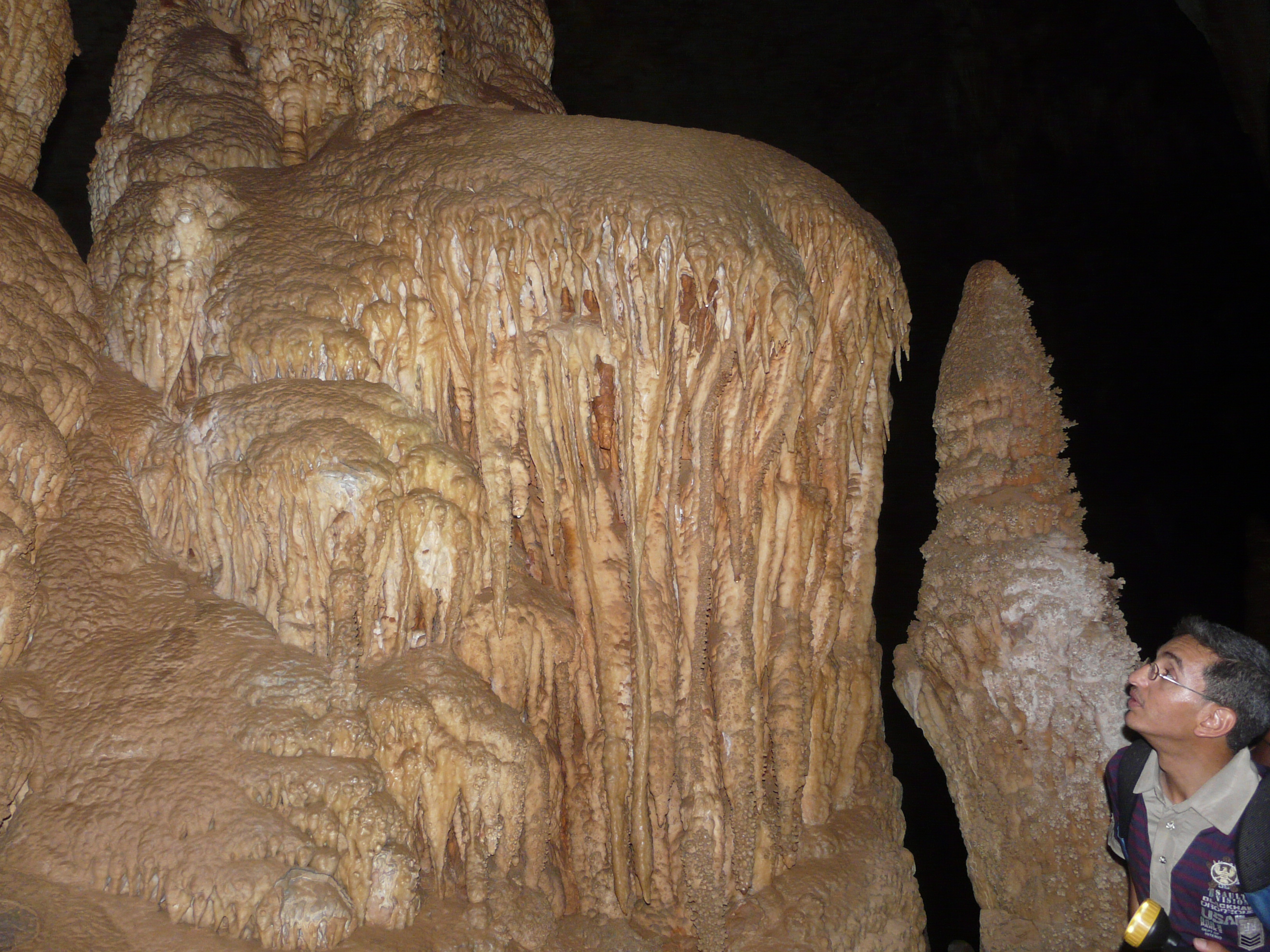
Peștera Halah
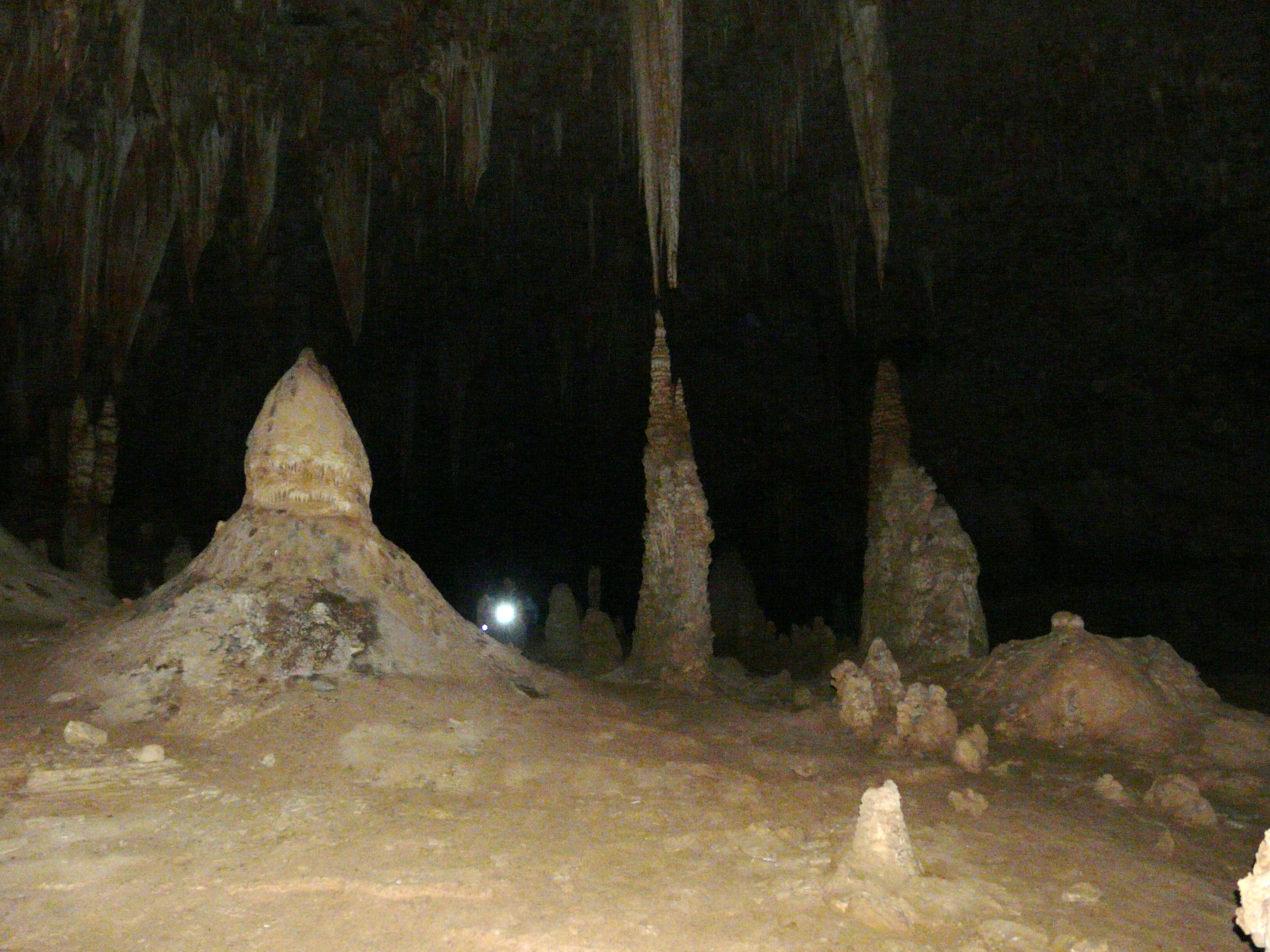
Peștera Halah
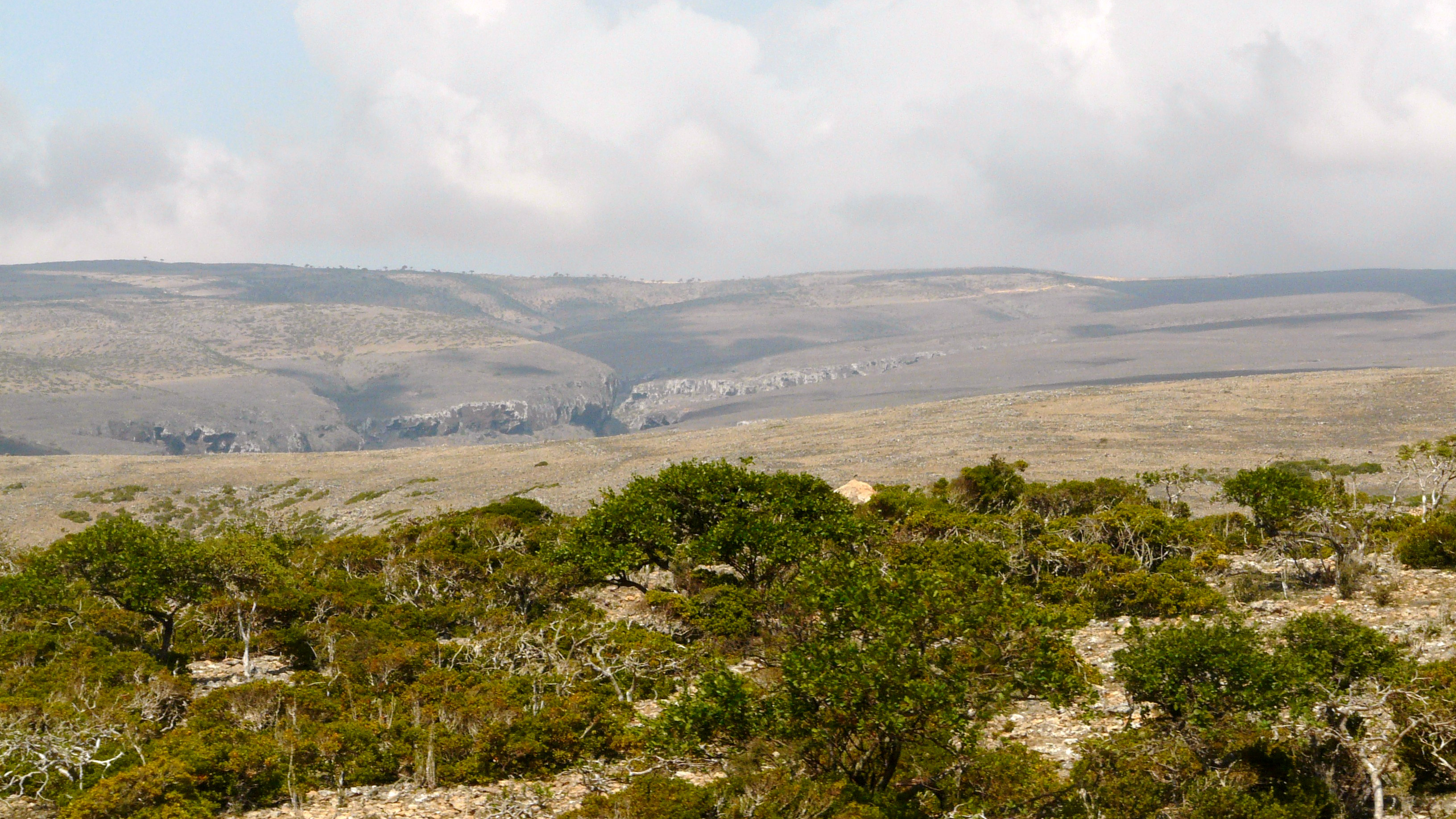
Dixam
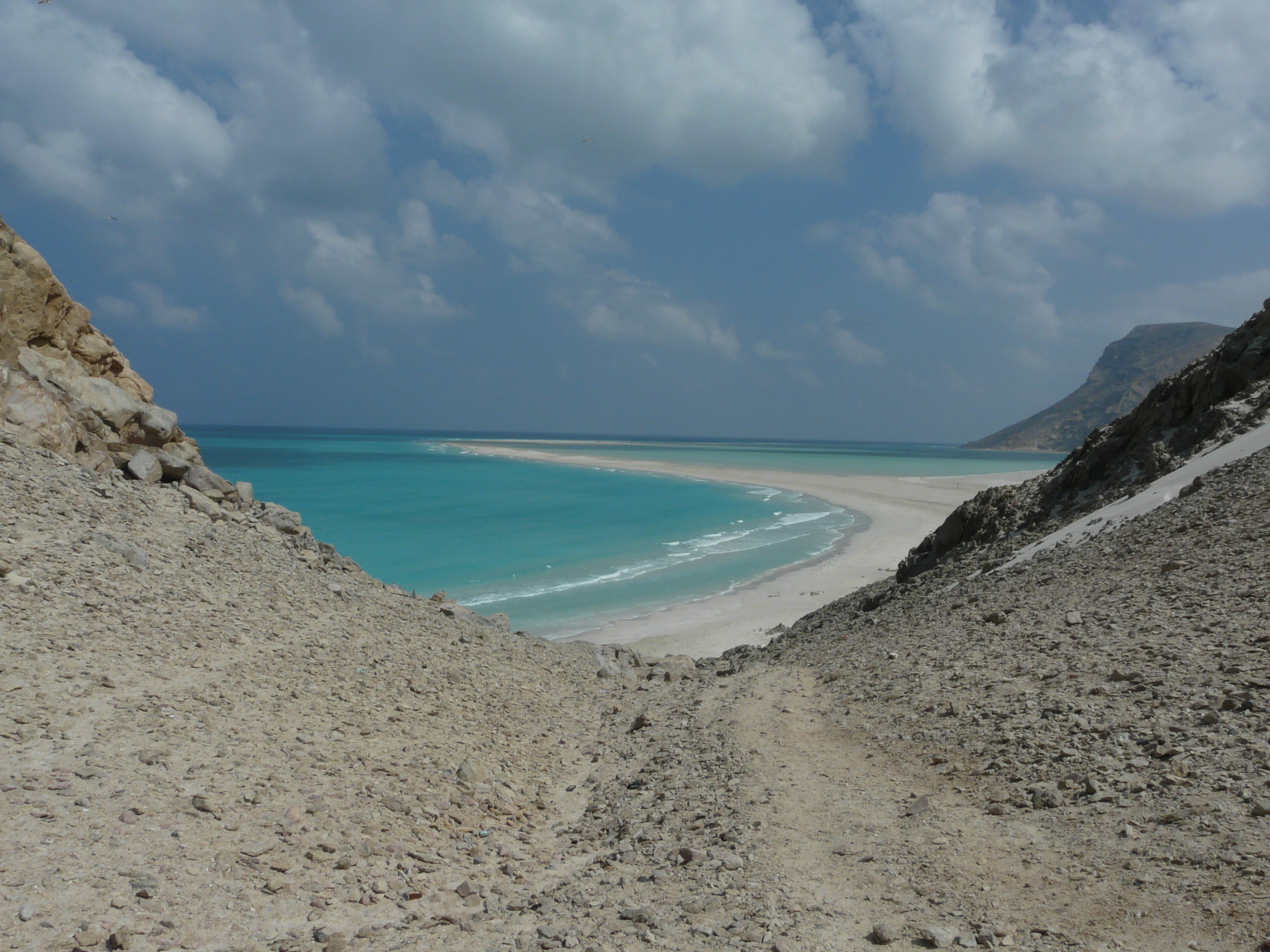
Qlinsia
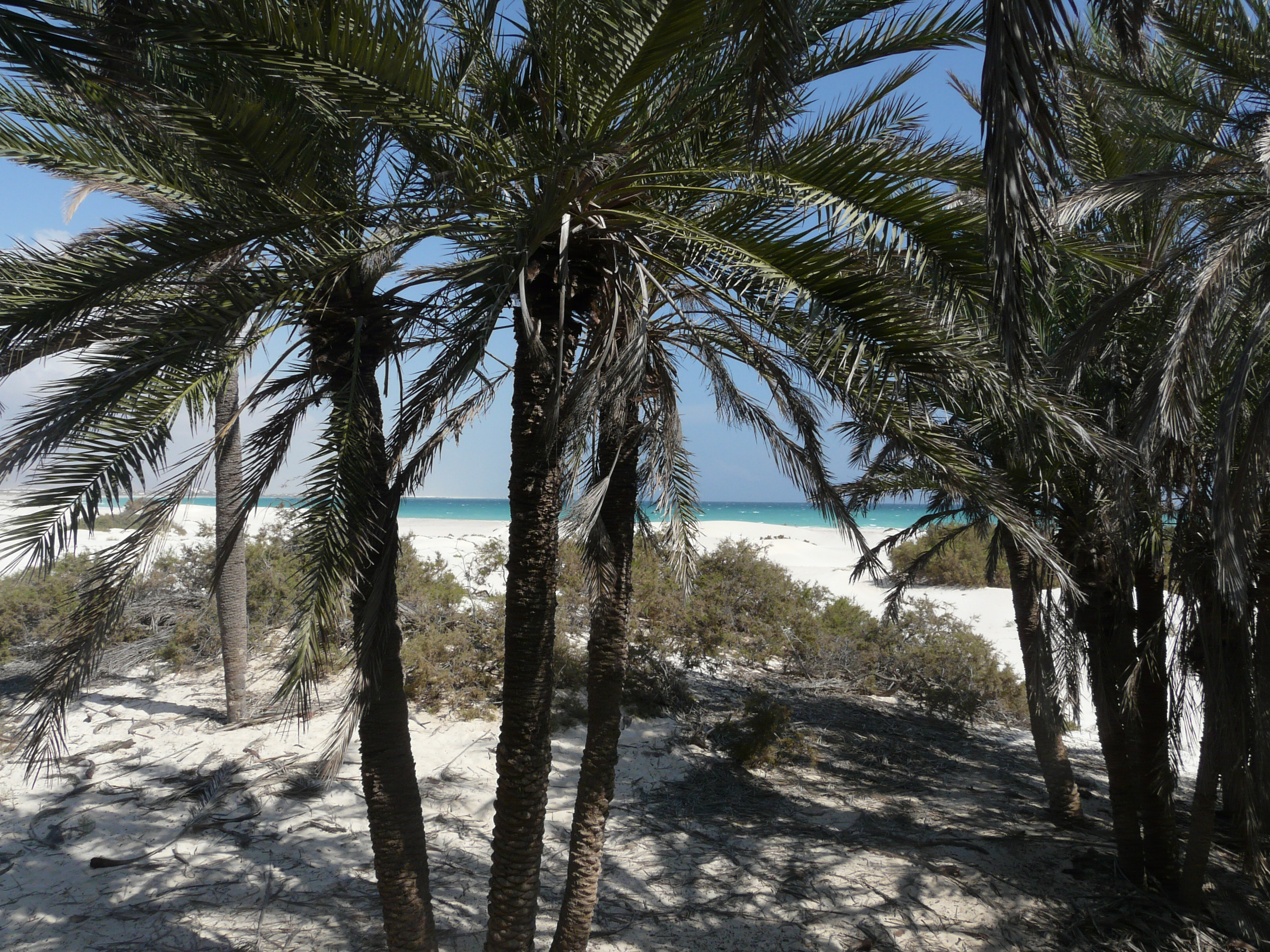
Nawjad
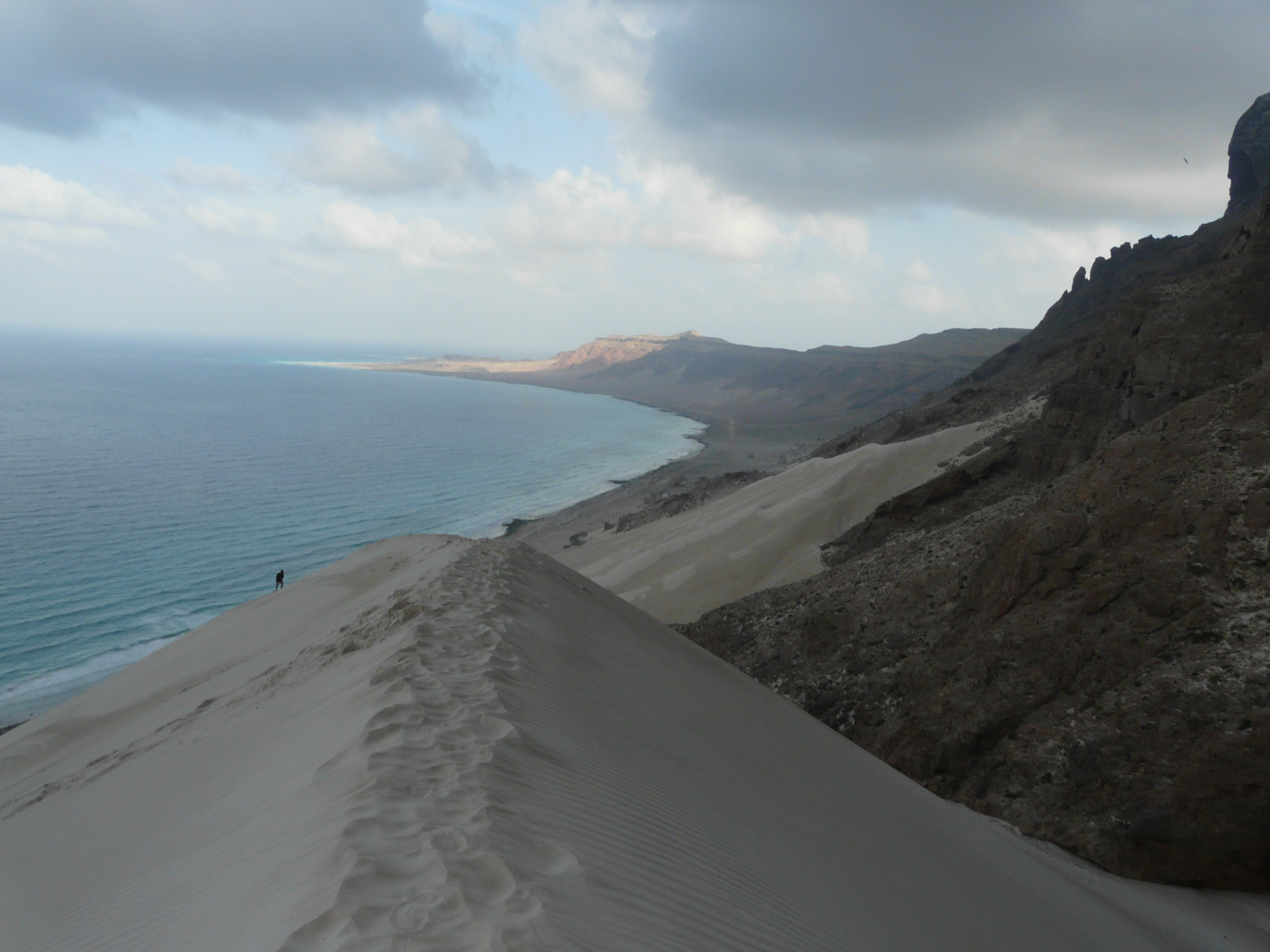
Ar'ar